# Pardomuan (Siantar Timur)
Pardomuan is een bestuurslaag in het regentschap Pematang Siantar van de provincie Noord-Sumatra, Indonesië. Pardomuan telt 4243 inwoners (volkstelling 2010).